# Малахайд (станция)
Малахайд — железнодорожная станция, открытая 25 мая 1844 года и обеспечивающая транспортной связью одноимённый посёлок в графстве Фингал, Республика Ирландия. Здание станции было построено по проекту Георга Папворта.

## Достопримечательности
Замок Малахайд, колодец Святого Сильвестра на Олд Стрит, виадук Бродмедоу.